# Сен-Марсьяль-де-Витатерн
Сен-Марсья́ль-де-Витате́рн (фр. Saint-Martial-de-Vitaterne) — коммуна во Франции, находится в регионе Пуату — Шаранта. Департамент коммуны — Шаранта Приморская. Входит в состав кантона Жонзак. Округ коммуны — Жонзак.
Код INSEE коммуны — 17363.

## Население
Население коммуны на 2010 год составляло 601 человек.
| 1962 | 1968 | 1975 | 1982 | 1990 | 1999 | 2010 |
| ---- | ---- | ---- | ---- | ---- | ---- | ---- |
| 183  | 200  | 442  | 503  | 419  | 358  | 601  |